# 李乙雪
李乙雪（朝鲜语：／；1921年9月14日—2015年11月7日），朝鲜咸鏡北道金策市人，东北抗日联军老战士，曾担任朝鲜劳动党中央委员会委员、朝鲜劳动党中央军事委员会委员。军衔为朝鲜人民軍元帥。其亦为朝鲜劳动党总书记、朝鲜国家主席、朝鲜人民军最高司令官金日成的亲信。

## 早年生活
李乙雪於1921年在咸鏡北道的城津郡（即今日的金策市）出生。1930年代参加了朝鲜抗日少年队，后加入金日成的抗联第2军第6师任少年连战士、警卫连机枪手、通讯员。1937年普天堡奇袭战中担任战场通信员。1942年8月，随部队在苏联境内整编为苏联远东方面军独立第88步兵旅时，任无线电报务员。1945年8月初苏联对日宣战前数天，作为空投报务员潜入东宁县老黑山一带的日本关东军要塞区执行侦察联络工作。

## 軍旅生涯
1948年8月任团长。1950年7月任第四师参谋长。1951年4月任第15师第45团团长。后调任朝鲜人民军最高司令部负责警卫工作。1952年夏，美军飞机轰炸朝鲜人民军最高司令部所在的干芝里，往山沟投下了大批定时航空炸弹。李乙雪率领警卫队员亲自清除定时炸弹。1953年5月，任朝鲜人民军师长，少将军衔。同年，赴苏联列宁格勒高等军事政治学院留学深造。学成回国后，任朝鲜民主主义人民共和国内阁内务省护卫局局长。
1956年内阁首相金日成赴苏联出访前夕，他密告副首相崔昌益有异动。为金日成挫败崔昌益集团发难图谋起到重要作用。
1962年10月，任人民軍第5军军长，晋升为陆军中将军衔。其防区位于朝韩“停战线”西部，直接与驻韩美军王牌部队第2步兵师对峙。同月起，当选为朝鲜民主主义人民共和国第三届最高人民会议代议员、1967年第四届与1972年第五届最高人民会议议员；第七～第十二届最高人民会议(1982, 1986, 1990, 1998, 2003, 2009)常任议员。
1968年3月，任第3军军长；在朝鲜劳动党第四届十一中全会撤职和清洗朝鲜民主主义人民共和国内阁民族保卫相金昌奉大将和朝鲜人民军总政治局局长许凤学大将的事件中，发挥了重要作用。
1970年11月在朝鲜劳动党第五次代表大会上当选朝鲜劳动党中央委员会委员。1972年2月任人民軍第5军军长、晋升为陆军上将军衔。1980年10月劳动党第六届全国代表大会上当选朝鲜劳动党中央委员会委员、中央军事委员会委员。
1983年，由于他一直跟随在金日成左右，李乙雪调任平壤防卫司令官，担任首都卫戍任务。1984年8月，调任朝鲜劳动党中央护卫总局局长，执掌警卫大权。1985年4月13日晋升为人民軍大将。
1990年5月任朝鲜国防委員会委員。1992年4月20日被授予朝鲜人民軍次帥军衔，1995年，任锦绣山纪念馆馆长。1995年10月8日晋升元帥階級军衔，1996年2月任劳动党中央护卫司令部司令（直至2003年）。1997年4月13日，朝鲜民主主义人民共和国中央人民委员会发布政令，他獲授“劳动英雄”称号。1998年9月，在朝鲜民主主义人民共和国最高人民会议第十届一次会议上，再次当选为朝鲜民主主义人民共和国中央国防委员会委员。
作为朝鲜人民军内部的实权派将领，李乙雪在朝鲜最高机构国防委员会中也有相当的发言权。但他因为从事保密工作，在军中从来不是主流将领。1995年吴振宇元帅逝世，1997年崔光元帅逝世后，作为仅存的两位朝鲜人民军元帅之一的李乙雪（另一个是朝鲜最高领导人金正日）却又被年轻一代给压了下去。98年，赵明录、金永春、金一哲等先后掌管国防委员会、总参谋部、人民武力部。他在军中的实际排名在第六、第七位。
2009年4月因高龄，从一线岗位引退，不再担任国防委员会委员。但继续享受开国革命元勋待遇。2010年，当选朝鲜劳动党政治局候补委员。2014年3月当选为第13届最高人民会議代議員。

## 逝世
2015年11月7日，李乙雪因肺癌去世，享耆壽94岁。朝鲜最高领导人金正恩担任治丧委员会委员长。2015年11月12日，朝鲜官方於平壤中央勞動會館为其举行了国葬，金正恩出席葬礼。朝鲜全军当天下半旗志哀，并禁止饮酒和娱乐。李乙雪的遗体被安葬于平壤市郊的大城山革命烈士陵园。

## 家庭
李乙雪夫妇育有4个女儿，其中2个是外交官，2个从事对外贸易，4个女儿都长期生活在国外。